# Tachychlora
Tachychlora là một chi bướm đêm thuộc họ Geometridae.